# Лобовка (приток Уфы)
Лобовка (баш. Лабау) — река в России, протекает по Иглинскому району Башкортостана. Левый приток Уфы.

## Описание
Длина реки — 46 км, площадь бассейна — 374 км². Протекает в пригородной зоне Уфы на северо-востоке от города.
Берёт начало в селе Кудеевский. Общее направление течения — запад-северо-западное. Впадает в Уфу по левому берегу в 74 км от её устья.
Сток реки зарегулирован. Русло извилистое, в устьевой части течение проходит по старице Уфы. В низовьях течёт по лесному массиву, значительные площади на севере и юге бассейна также покрыты лесом.
На берегах расположены населённые пункты (от истока): Кудеевский, Новотроицкое, Тавтиманово, Кушкуль, Песчано-Лобово, Чуваш-Кубово, Куршаки, Сарт-Лобово, Минзитарово и дачные посёлки.
Основные притоки (от устья):
- 30 км: пр. Малый Бардзяул (дл. 16 км)
- 33 км: пр. Большой Бардзяул (дл. 19 км)

## Данные водного реестра
По данным государственного водного реестра России относится к Камскому бассейновому округу, водохозяйственный участок реки — Уфа от Павловского гидроузла до водомерного поста посёлка городского типа Шакша, речной подбассейн реки — Белая. Речной бассейн реки — Кама.
Код объекта в государственном водном реестре — 10010201212111100023988.